# Équipe de France de volley-ball en 2012
L'équipe de France de volley-ball participera en 2012 à la Ligue mondiale du 18 mai au 8 juillet, au tournoi de qualification mondial aux jeux olympiques 2012 du 6 au 8 juin et au tournoi de qualification au Championnat d'Europe du 6 au 16 septembre.

## Les matchs des A
| Date              | Lieu                              | Adversaire   | Score                               | Durée  | Compétition | Meilleur marqueur                    |
| 13 mai 2012       | Salle Calypso Calais              | Corée du Sud | 3-1 (23-25 25-23 25-15 25-22)       | -      | A           | -                                    |
| 14 mai 2012       | Salle Calypso Calais              | Corée du Sud | 3-1 (25-18 19-25 25-22 25-22)       | -      | A           | -                                    |
| 18 mai 2012       | Nelson Mandela Forum Florence     | États-Unis   | 1-3 (25-17 20-25 24-26 17-25)       | 1 h 49 | LM          | Marien Moreau Earvin N'Gapeth (16)   |
| 19 mai 2012       | Nelson Mandela Forum Florence     | Italie       | 3-1 (20-25 25-22 25-21 25-22)       | 1 h 48 | LM          | Antonin Rouzier (22)                 |
| 20 mai 2012       | Nelson Mandela Forum Florence     | Corée du Sud | 3-2 (25-18 24-26 25-20 21-25 15-11) | 2 h 2  | LM          | Samuel Tuia (19)                     |
| 15 juin 2012      | Palais Saint-Sauveur Lille        | Tchéquie     | 3-2 (25-22 25-22 23-25 19-25 15-9)  | -      | A           | Samuel Tuia (16)                     |
| 16 juin 2012      | Palais Saint-Sauveur Lille        | Tchéquie     | 3-1 (25-19 22-25 25-19 25-20)       | -      | A           | Samuel Tuia (10)                     |
| 17 juin 2012      | Palais Saint-Sauveur Lille        | Tchéquie     | 3-0 (25-15 25-18 25-16)             | -      | A           | Guillaume Samica (13)                |
| 8 juin 2012       | Arena Armeec Sofia Sofia          | Égypte       | 3-1 (25-22 18-25 25-15 25-21)       | 1 h 45 | TQJO        | Earvin N'Gapeth (18)                 |
| 9 juin 2012       | Arena Armeec Sofia Sofia          | Bulgarie     | 3-1 (25-19 26-28 25-23 26-24)       | 2 h 11 | TQJO        | Antonin Rouzier Earvin N'Gapeth (14) |
| 10 juin 2012      | Arena Armeec Sofia Sofia          | Pakistan     | 3-1 (21-25 25-20 25-19 25-13)       | 1 h 35 | TQJO        | Earvin N'Gapeth (16)                 |
| 15 juin 2012      | Palais des Sports de Gerland Lyon | Corée du Sud | 3-1 (21-25 25-15 31-29 25-16)       | 1 h 58 | LM          | Antonin Rouzier Earvin N'Gapeth (17) |
| 16 juin 2012      | Palais des Sports de Gerland Lyon | Italie       | 3-1 (25-17 23-25 25-23 25-20)       | 2 h 5  | LM          | Earvin N'Gapeth (14)                 |
| 17 juin 2012      | Palais des Sports de Gerland Lyon | États-Unis   | 1-3 (25-20 22-25 19-25 21-25)       | 2 h 12 | LM          | Earvin N'Gapeth (17)                 |
| 22 juin 2012      | Yeomju Gymnasium Gwangju          | Corée du Sud | 1-3 (21-25 25-23 16-25 15-25)       | 1 h 51 | LM          | Earvin N'Gapeth (16)                 |
| 23 juin 2012      | Yeomju Gymnasium Gwangju          | États-Unis   | 0-3 (21-25 21-25 20-25)             | 1 h 28 | LM          | Antonin Rouzier (11)                 |
| 24 juin 2012      | Yeomju Gymnasium Gwangju          | Italie       | 3-0 (26-24 25-15 25-22)             | 1 h 22 | LM          | Marien Moreau (16)                   |
| 29 juin 2012      | Dallas Arena Dallas               | Italie       | 3-2 (29-31 25-23 25-18 21-25 15-12) | 2 h 21 | LM          | Marien Moreau (24)                   |
| 30 juin 2012      | Dallas Arena Dallas               | États-Unis   | 2-3 (20-35 25-22 25-23 23-25 13-15) | 2 h 19 | LM          | Antonin Rouzier (21)                 |
| 1er juillet 2012  | Dallas Arena Dallas               | Corée du Sud | 3-0 (25-19 25-15 25-17)             | 1 h 14 | LM          | Marien Moreau (17)                   |
| 29 août 2012      | Benátky nad Jizerou               | Tchéquie     | 1-3 (17-25 25-22 17-25 20-25)       | -      | A           |                                      |
| 30 août 2012      | Benátky nad Jizerou               | Tchéquie     | 3-2 (26-24 23-25 25-22 18-25 15-12) | -      | A           |                                      |
| 31 août 2012      | Benátky nad Jizerou               | Tchéquie     | 0-3 (15-25 14-25 19-25)             | -      | A           |                                      |
| 6 septembre 2012  | Városi Sportcsarnok Szeged        | Espagne      | 3-1 (25-18 25-14 17-25 28-26)       | 1 h 40 | TQCE        | Earvin N'Gapeth (24)                 |
| 7 septembre 2012  | Városi Sportcsarnok Szeged        | Lettonie     | 3-1 (25-18 19-25 25-18 25-22)       | 1 h 34 | TQCE        | Marien Moreau (24)                   |
| 8 septembre 2012  | Városi Sportcsarnok Szeged        | Hongrie      | 0-3 (20-25 15-25 16-25)             | 1 h 8  | TQCE        | Marien Moreau (25)                   |
| 14 septembre 2012 | Zemgales Olympic Center Jelgava   | Espagne      | 0-3 (22-25 21-25 19-25)             | 1 h 21 | TQCE        | Marien Moreau (14)                   |
| 15 septembre 2012 | Zemgales Olympic Center Jelgava   | Hongrie      | 3-0 (26-24 25-19 25-20)             | 1 h 14 | TQCE        | Samuel Tuia (16)                     |
| 16 septembre 2012 | Zemgales Olympic Center Jelgava   | Lettonie     | 1-3 (25-15 21-25 24-25 20-25)       | 1 h 43 | TQCE        | Kévin Le Roux (23)                   |

A : match amical.
LM : match de la Ligue mondiale 2012.
TQJO : match Tournoi qualification mondial aux jeux olympiques 2012
TQCE : match du Qualification au Championnat d'Europe 2013.

## Les joueurs en A
| Joueurs                 |             |             |             |             |             |             |             |             |             |             |             |             |             |             |             |             |             |             |             |             |             |             |             |             |             |             |
| Attaquant               |             |             |             |             |             |             |             |             |             |             |             |             |             |             |             |             |             |             |             |             |             |             |             |             |             |             |
| Antonin Rouzier         | a participé | a participé | NP          | (22pts)     | (15pts)     | NP          | (6pts)      | (12pts)     | (13pts)     | (14pts)     | (0pt)       | (17pts)     | (9pts)      | (2pts)      | (9pts)      | (11pts)     | NP          | NP          | (21pts)     | (1pt)       | -           | -           | -           | -           | -           | -           |
| Marien Moreau           | NP          | a participé | (16pts)     | (0pt)       | (9pts)      | (14pts)     | (7pts)      | (1pt)       | (1pt)       | (12pts)     | (11pts)     | (1pt)       | (11pts)     | (12pts)     | (5pts)      | (4pts)      | (16pts)     | (24pts)     | (6pts)      | (17pts)     | (20pts)     | (24pts)     | (25pts)     | (14pts)     | (10pts)     | NP          |
| Central                 |             |             |             |             |             |             |             |             |             |             |             |             |             |             |             |             |             |             |             |             |             |             |             |             |             |             |
| Gérald Hardy-Dessources | a participé | a participé | -           | -           | -           | (7pts)      | (5pts)      | (5pts)      | (1pt)       | (2pts)      | (7pts)      | NP          | (6pts)      | (6pts)      | (9pts)      | (2pts)      | (9pts)      | (11pts)     | (11pts)     | (5pts)      | (5pts)      | (1pt)       | NP          | (12pts)     | (12pts)     | (10pts)     |
| Kévin Le Roux           | a participé | a participé | (13pts)     | (11pts)     | (8pts)      | (12pts)     | (4pts)      | (2pts)      | (3pts)      | (9pts)      | (3pts)      | (11pts)     | (1pt)       | NP          | -           | -           | -           | -           | -           | -           | (9pts)      | (9pts)      | (4pts)      | NP          | (9pts)      | (23pts)     |
| Jean-Philippe Sol       | NP          | a participé | (0pt)       | (0pt)       | NP          | (4pts)      | (1pt)       | (0pt)       | -           | -           | -           | -           | -           | -           | NP          | NP          | NP          | NP          | NP          | NP          | NP          | NP          | (1pt)       | (2pts)      | (6pts)      | (8pts)      |
| José Trèfle             | a participé | a participé | (9pts)      | (6pts)      | (15pts)     | (5pts)      | (4pts)      | (2pts)      | (9pts)      | (10pts)     | (7pts)      | (9pts)      | (10pts)     | (8pts)      | (9pts)      | (7pts)      | (10pts)     | (13pts)     | (11pts)     | (11pts)     | (3pts)      | (2pts)      | (10pts)     | (6pts)      | NP          | NP          |
| Libero                  |             |             |             |             |             |             |             |             |             |             |             |             |             |             |             |             |             |             |             |             |             |             |             |             |             |             |
| Jean-François Exiga     | a participé | a participé | a participé | a participé | a participé | a participé | a participé | a participé | a participé | a participé | a participé | -           | -           | -           | -           | -           | -           | -           | -           | -           | -           | -           | -           | -           | -           | -           |
| Jenia Grebennikov       | a participé | NP          | (0pt)       | (0pt)       | (0pt)       | (0pt)       | (0pt)       | (0pt)       | (0pt)       | (0pt)       | (0pt)       | a participé | a participé | a participé | a participé | a participé | a participé | a participé | a participé | a participé | a participé | a participé | a participé | a participé | a participé | a participé |
| Passeur                 |             |             |             |             |             |             |             |             |             |             |             |             |             |             |             |             |             |             |             |             |             |             |             |             |             |             |
| Pierre Pujol            | a participé | a participé | (1pt)       | (1pt)       | (0pt)       | (2pts)      | (2pts)      | (0pt)       | (0pt)       | (2pts)      | (6pts)      | (3pts)      | (2pts)      | (0pt)       | (7pts)      | (2pts)      | (0pt)       | (0pt)       | (1pt)       | (1pt)       | (1pt)       | (5pts)      | (1pt)       | (3pts)      | (2pts)      | (0pt)       |
| Benjamin Toniutti       | a participé | a participé | (3pts)      | (1pt)       | (1pt)       | (1pt)       | (0pt)       | (0pt)       | (1pt)       | (1pt)       | (0pt)       | (0pt)       | (1pt)       | (0pt)       | (2pts)      | (0pt)       | (0pt)       | (1pt)       | (3pts)      | (3pts)      | (0pt)       | (0pt)       | (1pt)       | (0pt)       | NP          | (2pts)      |
| Réceptionneur-attaquant |             |             |             |             |             |             |             |             |             |             |             |             |             |             |             |             |             |             |             |             |             |             |             |             |             |             |
| Nicolas Maréchal        | -           | -           | -           | -           | -           | -           | -           | -           | -           | -           | -           | -           | -           | -           | -           | -           | -           | -           | -           | -           | (0pt)       | NP          | NP          | NP          | NP          | (10pts)     |
| Earvin N'Gapeth         | a participé | a participé | (16pts)     | (9pts)      | (15pts)     | (9pts)      | (9pts)      | (11pts)     | (18pts)     | (14pts)     | (16pts)     | (17pts)     | (14pts)     | (17pts)     | (16pts)     | (6pts)      | (0pt)       | (11pts)     | (0pt)       | NP          | (24pts)     | (8pts)      | (8pts)      | NP          | NP          | NP          |
| Guillaume Samica        | NP          | a participé | (9pts)      | (6pts)      | -           | (0pt)       | (1pt)       | (13pts)     | (1pt)       | (0pt)       | (10pts)     | (7pts)      | (10pts)     | (11pts)     | (2pts)      | (0pt)       | (0pt)       | (0pt)       | (9pts)      | (12pts)     | -           | -           | -           | -           | -           | -           |
| Kévin Tillie            | a participé | a participé | -           | -           | (2pts)      | (0pt)       | (5pts)      | (1pt)       | -           | -           | -           | (0pt)       | NP          | (0pt)       | NP          | (7pts)      | (10pts)     | (7pts)      | (19pts)     | (5pts)      | (8pts)      | (10pts)     | (5pts)      | (9pts)      | (9pts)      | (13pts)     |
| Samuel Tuia             | a participé | a participé | (1pt)       | (8pts)      | (19pts)     | (16pts)     | (10pts)     | (3pts)      | (12pts)     | (10pts)     | (6pts)      | (7pts)      | (1pt)       | (4pts)      | (10pts)     | (8pts)      | (10pts)     | (14pts)     | (8pts)      | (0pt)       | NP          | (8pts)      | NP          | (11pts)     | (16pts)     | (2pts)      |

## Les Sélections

### Sélection pour laLigue mondiale
Les 25 joueurs sélectionnés pour la Ligue mondiale 2012.

Entraîneur : Philippe Blain  France ; entraîneur-adjoint : Jocelyn Trillon  France

### Sélection pour letournoi de qualification mondial aux jeux olympiques
Entraîneur : Philippe Blain  France ; entraîneur-adjoint : Jocelyn Trillon  France

### Sélection pour lesQualifications au Championnat d'Europe 2013
Entraîneur : Laurent Tillie  France ; entraîneurs adjoints : Arnaud Josserand et Jocelyn Trillon  France